# Johan J. Jakobsen
Johan Jakob Jakobsen (15 de abril de 1937 – 30 de junio de 2018) fue un político noruego, miembro del Líder del Partido de Centro de Noruega.

## Biografía
Tuvo una larga carrera como político. Permaneció en siete legislaturas en el Parlamento Noruego desde 1973. Sin embargo, esta carrera no fue enteramente exitosa, ya que fue miembro de dos gabinetes diferentes en los años 80. El 8 de junio de 1983, fue elegida como ministro en el Gobierno de coalición de Kåre Willoch, ocupando el cargo de Ministro de Transportes y Comunicaciones. Este gobierno duró hasta 1986. Después de las elecciones parlamentarias de 1989, la coalición volvió a dar los números para formar gobierno liderado por el Primer Ministro Jan P. Syse. Jakobsen fue Ministro de Gobierno Local. El resto de su carrera política ocupó el cargo de parlamentario hasta 2001.
Además, fue el presidente del Partido de Centro de 1979 a 1991. 
Junto a Per Borten, fue el líder del partido con más años de servicio. También fue un destacado opositor a que Noruega se uniera a la Unión Europea.
Jakobsen ha escrito un libro, titulado Mot Strømmen.